# Полтава (лінійний корабель 1712)
«Полта́ва» — 54-гарматний вітрильний лінійний корабель 4 рангу, побудований Петром I на Санкт-Петербурзькому адміралтействі. Перший справжній лінійний корабель флоту Російської імперії.

## Історія проекту
Будівництво російського імперського лінійного флоту на Балтійському морі розпочалося в 1708 році з закладки чотирьох 50-гарматних лінійних кораблів. Однак ці кораблі не можна вважати повноцінними лінійними кораблями за морехідними якостями конструкції. Перший справжній лінійний корабель для свого флоту вирішив спроектувати особисто Петро I. До проектування корабля він також залучив досвідченого корабела — корабельного майстра Федосія Скляєва.
За головними розмірами «Полтава» відповідав кораблям IV рангу за британською ранговою класифікацією 1706 року: в перерахунку на метричну систему довжина корабля між штевнями (довжина по кілю) дорівнювала 34,6 м, по гондеку (довжина по верхній палубі) — 39,82 м, ширина по набору корпусу без урахування обшивки (ширина по
мідель-шпангоуту) — 11,69 м, глибина трюму (інтрюму) — 4,6 м. Тоннаж корабля оціночно становив 1100 до 1200 тонн.
Форма корпусу і вітрильне озброєння корабля були типовими для голландської традиції ранніх кораблів петрівської епохи. Штатне озброєння корабля складалося з 54 гармат. На нижній палубі (гондеку) знаходилися 18-фунтові гармати, на верхній палубі (опердеку) — 12-фунтові гармати і на шканцях — 3-фунтові. Крім 54-х бортових гармат малася також пара резервних кормових гармат.

## Будівництво корабля
«Полтава» був закладений 5 грудня 1709 року на верфі Санкт-Петербурзького адміралтейства особисто Петром I. Корабельним майстром був призначений Федосій Скляєв. Будівельники сподівалися добудувати і оснастити «Полтаву» до початку кампанії 1712 року, однак через низку технічних і організаційних труднощів корабель був спущений на воду лише 15 червня 1712 року. На церемонії спуску корабля були присутні Петро I, «царівни Катерина Олексіївна і Наталія Олексіївна і усі царської родини». 23 серпня 1712 року «Полтава» був піднятий на спеціальні понтони-камелі і в ніч з 24 на 25 серпня під керівництвом Скляєва виведений з Неви. 25 серпня корабель успішно досяг Кроншлота, де здійснювалася його остаточна добудова і оснащення рангоутом і такелажем.

## Бойовий шлях
Перший вихід «Полтави» в кампанію відбувся 2 травня 1713 року — котлінська ескадра віце-адмірала Крюйса у складі двох лінійних кораблів і двох фрегатів здійснила крейсерство в район Березових островів — острова Сескар з метою з'єднання з ревельською ескадрою капітан-командора Рейса. У складі об'єднаної ескадри з 13 вимпелів (450 гармат) «Полтава» протягом усього травня перебувала в плаванні біля Березових островів, очікуючи узгодження плану загальної атаки Гельсінгфорса Фінляндським корпусом Апраксіна з суші і Балтійським флотом з боку фінських шхер.
9 липня «Полтава» у складі ескадри віце-адмірала Крюйса (всього 13 вимпелів) вийшла з Кроншлота, прямуючи до Ревеля. Увечері 10 липня біля острова Гогланд з фрегатів ескадри був помічений загін з трьох шведських лінійних кораблів. Під час гонитви за шведами кораблі «Виборг», «Рига» і фрегат «Есперанс», які йшли попереду, сіли на мілину. «Полтаві» вдалося уникнути долі авангарду. А шведський загін, відірвавшись від своїх переслідувачів, прибув до Гельсінгфорсу.
У кампанію 1714 року корабельний флот здійснював прикриття лівого флангу дій галерного флоту в ході Гангутського бою. 17 червня, вийшовши разом з п'ятнадцятьма іншими кораблями ревельської ескадри в море, «Полтава» впродовж 13 годин брала участь в гонитві за шведською ескадрою віце-адмірала Лілье.
В 1715—1717 роках «Полтава» брала участь у крейсерствах у Балтійському морі. З кінця серпня 1718 по 1719 рік корабель пройшов капітальний ремонт (тімберовання) в елінгу Санкт-Петербурзького адміралтейства, після ще продовжував службу до 1723 року.
13 травня 1725 року вийшов указ Адміралтейств-колегії про зняття з «Полтави» гармат і гарматних станків і переміщення їх на лінійний корабель «Москва». Розібраний через старість і непридатність «після 1732 року».
Список командирів корабля
| Період командування | Командир корабля     |
| ------------------- | -------------------- |
| 1713                | Хендрик Гельма       |
| 1714                | Вейбрандт Шельтинг   |
| 1715—1717           | Вілім Фангент        |
| 1720—1721           | Якоб Шапізо          |
| 1722—1723           | Яган Генрих Вільстер |